# DNS over HTTPS
DNS over HTTPS (DoH) è un protocollo per eseguire risoluzioni di Domain Name System (DNS) da remoto attraverso il protocollo HTTPS.
L'obiettivo principale del protocollo è di aumentare la privacy dell'utente e la sicurezza prevenendo intercettazioni e manipolazioni dei dati del DNS attraverso attacchi man in the middle; un altro obiettivo è di migliorare le prestazioni: test eseguiti sui DNS resolver degli ISP hanno dimostrato che spesso i tempi di risposta sono molto lenti, un problema che è esacerbato dalla necessità di dover potenzialmente risolvere molti nomi host durante il caricamento di una singola pagina Web.
Da marzo 2018, Google e la Mozilla Foundation stanno testando versioni di DNS over HTTPS.

## Supporto lato client
Segue una lista di applicazioni che supportano il protocollo DoH:
- App Cloudflare 1.1.1.1 per Android e iOS[4].
- Cloudflare resolver for Linux, MacOS and Windows[5].
- curl dal 7.62.0[6].
- DNSCrypt-proxy — Local DNS → DNS over HTTPS proxy[7].
- DNSP — Versatile DNSProxy. DoH server (C) and client (PHP) implementation[8].
- doh-php-client — Implementazione PHP[9].
- Firefox dalla versione 62 e successive — Supporto Browser[10].
- Intra — applicazione Android di Jigsaw per instradare tutte le interrogazioni DNS verso server DNS-over-HTTPS di propria scelta[11].
- nss-tls — un "plugin" risolutore basato su DoH per glibc[12].
- Technitium DNS Client — Implementazione multipiattaforma C# .NET[13].
- Technitium DNS Server — Un server DNS locale con DNS-over-HTTPS supporto forwarder[14].
- Apple ios 14 e seguenti - Supportato tramite l'installazione di un profilo contenente le specifiche ipv4/ipv6 del servizio doh.
- Dnscloak - Disponibile per ios, consente l'instradamento delle richieste dns tramite dns over https, dns over tls, ed altri protocolli.
- Nextdns - Disponibile per android e ios, client con servizio dns over https altamente personalizzabile o settabile con soli parametri di default

## Alternative
Protocolli alternativi al DNS over HTTPS sono il DNS over TLS, il DNSCurve, e il DNSCrypt.